# Gymnodampia sungohi
Gymnodampia sungohi är en kvalsterart som först beskrevs av Choi 1994.  Gymnodampia sungohi ingår i släktet Gymnodampia och familjen Platyameridae. Inga underarter finns listade i Catalogue of Life.